# عماد شاهین
عماد شاهین (عربی: عماد شاهين؛ زادهٔ ۲۴ اوت ۱۹۵۷) یک دانشمند و یک استاد علوم سیاسی در مصر است. او در حال حاضر به عنوان استاد مدعو در دانشکده خدمات خارجی در دانشگاه جرج‌تاون است. او سردبیر رئیس دائرةالمعارف اسلام و سیاست، و استاد سیاست عمومی در دانشگاه آمریکایی در قاهره است (در مرخصی). کار او در سیاست تطبیقی، دموکراسی و اصلاحات سیاسی در جوامع مسلمان، اسلام و سیاست، و اقتصاد سیاسی شرق میانه، تمرکز دارد.

## تحصیلات
(۱۹۸۹) دکتری از دانشکده مطالعات بین‌المللی پیشرفته جان هاپکینز، M.A. (1983) و BA (1980) از دانشگاه آمریکایی قاهره.

## شغل
بشاهین وابسته به مرکز بین‌المللی محققان وودرو ویلسون، و مؤسسه دین، فرهنگ و زندگی عمومی در دانشگاه کلمبیا بود.
پیش از این، شاهین استادیار هنری آر آر. لوس، دانشیار دین، درگیری و ایجاد صلح، مؤسسه مطالعات بین‌المللی صلح دانشگاه کروس دانشگاه نوتردام، (۲۰۰۹–۲۰۱۲) بود و به دانشکده دولت کندی وابسته بود، و اسلام اسلام برنامه مطالعات حقوقی در دانشکده حقوق هاروارد (۲۰۰۶–۲۰۰۹).

## کتابها
جنبش‌های معاصر اسلامی شمال آفریقا (بولدر، کلرادو: Westview Press، ۱۹۹۸). نسخه شومیز. ISBN 978-0-8133-3617-6
جنبش‌های معاصر اسلامی شمال آفریقا (بولدر، کلرادو: Westview Press، ۱۹۹۷). نسخه گالینگور.
محمد رشید رضا و غرب (هرندون، VA: مؤسسه بین‌المللی اندیشه اسلامی، ۱۹۹۳). نسخه‌های گالینگور و شومیز. ISBN 978-1-56564-141-9
همراه با جان ال. اسپوزیتو، کتابچه راهنمای اسلام و سیاست آکسفورد (انتشارات دانشگاه آکسفورد، 2013). ISBN 978-0-19-539589-1
با ناتان براون، مبارزات مربوط به دموکراسی در خاورمیانه و شمال آفریقا (Routledge، ۲۰۱۰).
اسلام و دموکراسی: به سمت شهروندی مؤثر [به زبان عربی] (قانون خیابان و مرکز مطالعه اسلام و دموکراسی، ۲۰۰۵).
اسلام مدرن (انتشارات دانشگاه آکسفورد، ۲۰۰۲).